# Tożsamość czterech kwadratów Eulera
Tożsamość czterech kwadratów Eulera – tożsamość algebraiczna zachodząca dla dowolnych ośmiu liczb rzeczywistych, z której wynika, że iloczyn dwóch sum czterech kwadratów również jest sumą kwadratów. Dokładniej:
{\displaystyle {\begin{aligned}&(a_{1}^{2}+a_{2}^{2}+a_{3}^{2}+a_{4}^{2})(b_{1}^{2}+b_{2}^{2}+b_{3}^{2}+b_{4}^{2})\\=\;&(a_{1}b_{1}-a_{2}b_{2}-a_{3}b_{3}-a_{4}b_{4})^{2}\\+\;&(a_{1}b_{2}+a_{2}b_{1}+a_{3}b_{4}-a_{4}b_{3})^{2}\\+\;&(a_{1}b_{3}-a_{2}b_{4}+a_{3}b_{1}+a_{4}b_{2})^{2}\\+\;&(a_{1}b_{4}+a_{2}b_{3}-a_{3}b_{2}+a_{4}b_{1})^{2}.\end{aligned}}}
Tożsamość podał Leonhard Euler w 1748 w liście do Christiana Goldbacha. Odgrywa ona kluczową rolę w dowodzie twierdzenia Lagrange’a o rozkładach liczb naturalnych.
Jeśli {\displaystyle a_{k}} i {\displaystyle b_{k}} są liczbami rzeczywistymi, tożsamość wyraża się w inny sposób: moduł iloczynu dwóch kwaternionów równy jest iloczynowi ich modułów; podobną równość dla liczb zespolonych ustala tożsamość Brahmagupty.
Tożsamość jest prawdziwa dla {\displaystyle a_{1},a_{2},a_{3},a_{4},b_{1},b_{2},b_{3},b_{4}} z dowolnego pierścienia przemiennego, gdyż może być udowodniona przy użyciu elementarnej algebry (poprzez rozpisanie nawiasów i zamianę kolejności czynników w iloczynach).
Dla liczb rzeczywistych można ją wywnioskować z następującej tożsamości dla liczb zespolonych (gdyż kwadrat modułu to suma kwadratów części rzeczywistej i urojonej):
{\displaystyle (|u_{1}|^{2}+|u_{2}|^{2})(|v_{1}|^{2}+|v_{2}|^{2})=|u_{1}v_{1}-u_{2}{\overline {v_{2}}}|^{2}+|u_{1}v_{2}+u_{2}{\overline {v_{1}}}|^{2},}
której dowód polega na zastosowaniu tożsamości {\displaystyle |z|^{2}=z{\overline {z}}} do wszystkich wyrazów po lewej, zaś tożsamości {\displaystyle |u+v|^{2}=|u|^{2}+|v|^{2}+2Re(u{\overline {v}})} do wyrazów po prawej.